# Василева (река)
Василева — река в России, протекает в Подосиновском районе Кировской области. Устье реки находится в 37 км по правому берегу реки Тора. Длина реки составляет 52 км.
Исток реки находится в болотах около урочища Берёзовский Починок в 6 км к востоку от посёлка Подосиновец. Генеральное направление течения северо-восток. Всё течение проходит по ненаселённому лесному массиву. Приток — Зверовая (левый).

## Данные водного реестра
По данным государственного водного реестра России и геоинформационной системы водохозяйственного районирования территории РФ, подготовленной Федеральным агентством водных ресурсов:
- Бассейновый округ — Двинско-Печорский
- Речной бассейн — Северная Двина
- Речной подбассейн — Малая Северная Двина
- Водохозяйственный участок — Юг
- Код водного объекта — 03020100212103000011528